# 유의미학습
유의미학습(Meaningful learning)은 패턴 인식과 개념 연관성을 사용하는 지적 참여를 통해 고차원적인 사고와 발달을 의미한다. 이는 비판적 및 창의적 사고, 탐구, 문제 해결, 비판적 담론, 메타인지 기술을 포함하지만 이에 국한되지는 않는다. 의미 있는 학습의 개념과 이론은 학습된 정보가 완전히 이해되어 다른 이전에 알려진 지식과 연결을 만들 수 있게 되어 더 깊은 이해를 돕는다는 것이다. 정보는 연결망에 저장되므로 회상 맥락에 따라 여러 시작점에서 접근할 수 있다. 의미 있는 학습은 종종 암기와 대조되는데, 이는 이해 요소나 다른 사물 또는 상황과의 관계 없이 정보를 암기하는 방법이다. 학습자가 학습한 개념의 실제 사례는 의미 있는 학습의 한 예이다.

## 장점
의미 있는 학습의 활용은 개념이 실제 상황과 관련될 때 학습자에게 격려가 될 수 있으므로 추가 학습을 유발할 수 있다. 이는 학습자가 제시된 정보를 이해하도록 격려하고 이해를 돕기 위한 능동적 학습 기술을 지원한다. 비록 암기하는 것보다 시간이 더 걸리지만, 일반적으로 더 오랫동안 기억된다.

## 기술
의미 있는 학습은 콘셉트 맵, 협업, 실제 작업 등 다양한 기술을 통합할 수 있다. 일부 기술은 학습자에 따라 다른 것보다 더 유용할 수 있다.

## 의미 있는 학습의 본질
의미 있는 학습을 이해하고 정의하는 방법은 다양하며, 이는 인식의 여러 측면을 통합한다. 유사한 유형의 학습에는 능동적 학습, 심층 학습(deeper learning), 통합적 학습(integrative learning)이 있다.
데이비드 오스벨(1967:10)은 의미 있는 학습을 "잠재적으로 의미 있는 신호, 상징, 개념 또는 명제가 주어진 개인의 인지 구조와 관련되고 그 안에 통합될 때 나타나는 명확하게 표현되고 정밀하게 분화된 의식적 경험"으로 초점을 맞췄다 (Takač 2008, 26쪽).
슈엘(Shuell, 1992)은 의미 있는 학습 과정의 원칙을 설명했다.
1. 능동적: 학습자는 적절한 학습 방식을 사용하여 제시된 정보와 인지적으로 상호 작용해야 한다.
2. 구성적: 정보가 인지 구조에 통합될 때, 학습자 자신의 이해를 보여주는 새로운 형태로 재창조된다.
3. 누적적: 새로운 정보는 이전 정보를 대체하거나 독립적으로 저장되는 대신 이전 정보 위에 구축된다.
4. 자기 조절적: 의미 있는 학습은 독립적인 과정이다. 학습자는 자신의 학습 과정을 수행하고 조절하며, 정신 모델을 조직하는 방법에 대한 결정을 내려야 한다.
5. 목표 지향적: 학습자는 결과 또는 기대를 위해 노력해야 한다. 더욱이, 목표는 개별적으로 고안되어야 한다.

이러한 원칙이 지켜진다면, 정보는 마음속에서 계층적으로 조직된 시스템의 일부가 된다. 이 시스템 내에서 새로 학습된 정보는 "고정"되어 유지하기 위해 지속적인 수정이 필요하지 않다. 정보가 얼마나 오랫동안 기억될 수 있는지는 알 수 없지만, 유지 기간은 암기 학습된 정보보다 길다. 카피케(Karpicke, 2012)는 정보를 다시 읽는 것보다 회상 연습을 하는 것이 학습자가 미래에 정보를 회상하는 능력을 강화할 수 있다고 제안했다.
주목할 점은 일부 사람들이 학습 스타일 이론(Davis & Francis, 2023)과 같이 옹호할 수 없는 이론으로 간주하는 것과 의미 있는 학습을 함께 묶는 것을 불공평하게 보는 사람들도 있다는 것이다.
개인은 내용을 바꿔 말하고, 요약하고, 관련 질문에 답하고, 내용을 사용하여 작업을 수행함으로써 자료에 대한 이해를 보여줄 수 있다.

### 변수
누구나 의미 있는 학습에 참여할 수 있지만, 의미 있는 학습을 달성할 수 있는 정도는 여러 메커니즘에 따라 달라진다.
1. 인지 구조의 가용성: 학습자는 새로운 정보를 적절하게 처리하는 방법을 알아야 한다. 적절한 조직 기술이 없으면 학습자는 이전 개념을 기반으로 구축할 수 없다.
2. 개념의 안정성: 학습자가 배경 지식의 견고한 기초를 가지고 있지 않으면 새롭고 복잡한 개념을 이해하기 어렵다. 기존 아이디어에 대한 확고한 이해를 가지고 있으면 학습자는 새로운 아이디어를 이전 아이디어와 통합할 수 있다.
3. 개념 간의 식별성: 실제 의미 있는 개념보다 피상적인 개념을 잊기 훨씬 쉽다. 학습 자료는 학습 목표를 명확하게 정의하여 학습자가 중복된 정보보다는 중요한 것만 학습하도록 해야 한다.
4. 학습 자료의 종류: 일반적으로 그림 및 문학적 정보는 숫자 및 무의미한 정보보다 훨씬 빨리 학습된다.
5. 개인차: 연령, 사회경제적 계층, 유전, 지능 지수, 인지 양식을 포함하여 학습자 간에 개인차를 유발하는 많은 외부 요인이 있을 수 있다.
6. 사전 지식 또는 포괄 또는 앵커 아이디어: 이는 개인이 새로운 지식을 얻기 전에 자신의 인지 구조에 가지고 있는 관련 지식이다. 학습된 새로운 지식의 의미는 개인의 인지 구조에 이미 존재하는 지식의 존재 여부에 달려 있다.[9]
7. 지식 적용: 개인은 새로운 지식을 논리적이고 비문자적인 방식으로 자신의 인지 구조에 이미 있는 이전 지식과 연결할 수 있어야 한다. 개인은 새로운 지식을 이전 지식과 연결할 수 있어야 한다. 왜냐하면 새로운 지식은 인지 구조에 올바르게 통합되기 위해 의미가 필요하기 때문이다.[9]
8. 관련성 있는 의미: 개인이 특정 지식 지점에 부여하는 의미는 그것에 중요성을 부여한다. 이는 학습된 것에 부여된 의미가 일상생활에서의 유용성을 결정하기 때문이다. 사람이 의미 있게 학습할 때, 그 의미를 직면하는 새로운 상황으로 전달하는 능력을 제시한다.[9]

### 장점
의미 있는 학습을 활용하는 것은 여러 면에서 유익하다. 새로운 개념을 학습할 때, 암기 기술을 사용하여 동일한 정보를 암기하려고 노력하는 것보다 자료의 실체를 이해하려고 시도하는 것이 인지적으로 더 쉽다. 이는 정보를 이해하는 것이 암기보다 더 오래 기억되고 미래의 더 큰 학습을 촉진하기 때문이다.
의미 있는 학습에 참여하는 학습자는 암기 기술을 사용하는 학습자보다 많은 양의 정보를 학습하는 데 시간을 덜 보낸다. 이는 학습자가 이미 이해하고 있는 개념을 지속적으로 구축하는 것이 훨씬 쉽기 때문이다.
의미 있는 학습은 종종 문제 해결 능력을 개발하는 데 도움이 되며, 이는 실제 상황에 쉽게 적용할 수 있다.

## 활성화의 확산
의미 있는 학습이 일어나고 있다면 학습자는 완전히 몰입하고 있는 것이다. 그러면 뇌는 정보가 관련되는 것에 따라 정보를 정리할 수 있는데, 이는 우리가 더 많이 배우고 더 잘 이해하도록 돕는 연결을 만든다. 이는 또한 이러한 사실들이 개별적으로가 아니라 함께 기억된다는 것을 의미한다. 사실 중 하나를 기억하는 것(또는 활성화)은 다른 사실들을 기억하도록 유도할 것이다. 이것을 활성화의 확산이라고 부른다. 암기 학습과 달리 이 학습 방법을 사용할 수 있는 학습자는 지식을 적용하는 능력 덕분에 문제를 더 쉽게 해결할 수 있다. 인터넷은 의미 있는 학습에 주요한 요소였다. 위키백과, 블로그, 유튜브와 같은 웹 2.0 기술은 학습을 더 쉽고 접근 가능하게 만들었다 (Hamdan et al. 2015). 학생들은 이러한 온라인 도구에 무료로 쉽게 접근하여 자신의 흥미를 개발할 수 있으므로, 자료를 의미 있게 학습할 수 있다. 흥미 개발은 의미 있는 학습의 목표 중 하나인데, 흥미가 있는 학생들은 일반적으로 더 효과적으로 학습하기 때문이다 (Heddy et al. 2006).

## 적용
교사들은 교실에서 의미 있는 학습을 촉진하는 데 어려움을 겪는 경우가 많다. 오스벨은 교사 중심의 교육에 지나치게 의존하는 교육자들을 비판했으며, 학생 중심의 교육을 주장했다. 그는 학생들이 학습에 대한 책임을 지고 제시된 자료를 적극적으로 이해하려고 노력해야 한다고 주장한다. 마이클(2001) 또한 교사들이 교실에서 의미 있는 학습을 통합하려는 것을 꺼리는 것을 비난하며, 구식(종종 암기 위주의) 교육 기술에 지나치게 의존하고 있으며, 더 현대적이고 효율적인 기술을 사용하지 않는다고 말했다. 교실에서 의미 있는 학습을 촉진하는 과학적으로 입증된 많은 방법들이 있다.
인간 정보 처리 이론에 기반한 학습의 인지 이론 내에는 지식이 어떻게 개발되고, 새로운 지식이 기존 인지 시스템에 어떻게 통합되며, 지식이 어떻게 자동화되는지에 대한 세 가지 핵심 학습 과정이 있다.

### 협력적 토론
그룹 환경에서의 학습은 의미 있는 학습을 촉진할 수 있다. 사람들은 학습 자료에 더 많이 참여하는 경향이 있으며, 다른 학생들의 지식을 자신의 지식과 통합함으로써 이점을 얻을 수 있다. 또한, 다른 사람에게 개념을 설명할 때, 발표자는 청취자가 제대로 이해할 수 있도록 정보를 더 일관성 있게 제시해야 한다. 이 과정은 발표자와 청취자의 마음속에 정보를 정리하는 데 도움이 된다. 다른 사람이 아이디어에 이의를 제기하는 것도 의미 있는 학습에 도움이 될 수 있다. 이는 양측 모두에게 주제에 대한 더 강한 이해를 가져올 수 있으며 – 정보는 설명 과정을 통해 수정되거나 향상될 수 있다.

### 개념 지도
개념 지도는 정보를 정리하고 개념 간의 관계를 보여주는 유용한 방법이다. 정보를 지도화하면 학생들은 개념 간의 연결을 볼 수 있으므로 개별 아이디어가 더 큰 전체의 일부로 보인다. 연구에 따르면 학생들이 개념 지도를 만들 때 협력하면 개별적으로 만드는 것보다 더 의미 있는 학습에 참여하는 것으로 나타났다. 그 이유는 더 많은 아이디어를 한 번에 생성할 수 있기 때문이다.

### 기술의 활용
인터넷 및 기타 온라인 기술은 의미 있는 학습의 주요 요소였다. 위키백과, 블로그, 유튜브와 같은 웹 2.0 기술은 학습을 더 쉽고 접근 가능하게 만들었다 (Hamdan et al. 2015). 학생들은 이러한 온라인 도구에 무료로 쉽게 접근하여 자신의 흥미를 개발할 수 있다. 따라서 그들은 자료를 의미 있게 학습할 수 있다. 흥미 개발은 의미 있는 학습의 목표 중 하나인데, 흥미가 있는 학생들은 일반적으로 더 효과적으로 학습하기 때문이다 (Heddy et al. 2006). 그러나 인터넷 기술만으로는 의미 있는 학습을 촉진할 수 없다. 컴퓨터는 교수 형태라기보다는 학습 지원으로 취급되어야 한다. 학생들이 제시되는 정보를 파악할 수 있도록 온라인 환경에 대한 확실한 이해를 갖는 것이 특히 중요하다. 의미 있는 학습에 참여하려면 학생들은 어느 정도의 독립성과 불확실성에 대한 인내심을 보여야 한다. 학생들을 지원하기 위해, 그들이 당면한 과제를 이해할 때까지 지속적인 지도를 제공해야 한다. 온라인 학습 환경은 성찰, 협업 및 정보의 맥락화를 허용하도록 설계되어야 한다.

## 내용주
1. ↑  Mystakidis, Stylianos (September 2021). 《Deep Meaningful Learning》. 《Encyclopedia》 (영어) 1. 988–997쪽. doi:10.3390/encyclopedia1030075. ISSN 2673-8392.
2. 1 2 3 4 5  Allrich, Rod. “Meaningful Learning”. 《web.ics.purdue.edu》. 2017년 12월 17일에 확인함.
3. 1 2 3 4 5 6  Michael, Joel (September 2001). 《In Pursuit of Meaningful Learning》. 《Advances in Physiology Education》 25. 145–158쪽. doi:10.1152/advances.2001.25.3.145. PMID 11824191. S2CID 145162252.
4. 1 2 3  “Rote Learning vs. Meaningful Learning | Oxford Learning”. 《Oxford Learning》 (미국 영어). 2017년 3월 23일. 2017년 12월 17일에 확인함.
5. 1 2  Shuell, Thomas J. (1992). 〈Designing Instructional Computing Systems for Meaningful Learning〉.   Jones, Marlene; Winne, Philip H. 《Adaptive Learning Environments》. NATO ASI Series (Series F: Computer and Systems Sciences). Berlin; Heidelberg. 19–54쪽. doi:10.1007/978-3-642-77512-3_3.
6. 1 2 3 4 5 6 7  Ausubel, David P. (1963). 《The Psychology of Meaningful Learning》. New York: Grune & Stratton Inc. ISBN 0808900250.
7. ↑  Karpicke, Jeffrey D. (2012). 《Retrieval-Based Learning: Active Retrieval Promotes Meaningful Learning》. 《Current Directions in Psychological Science》 21. 157–163쪽. doi:10.1177/0963721412443552. S2CID 16521013.
8. ↑  “Discourses On Learning In Education”. 《learningdiscourses.com/》 (미국 영어). 2025년 3월 20일에 확인함.
9. 1 2 3  Agra, Glenda; Formiga, Nilton Soares; Oliveira, Patrícia Simplício de; Costa, Marta Miriam Lopes; Fernandes, Maria das Graças Melo; Nóbrega, Maria Miriam Lima da (February 2019). 《Analysis of the concept of Meaningful Learning in light of the Ausubel's Theory》. 《Revista Brasileira de Enfermagem》 72. 248–255쪽. doi:10.1590/0034-7167-2017-0691. ISSN 1984-0446. PMID 30916292. S2CID 85532164.
10. 1 2 3  Akinsola Okebukola, Peter; Jegede, Olugbemiro J. (1988). 《Cognitive Preference and Learning Mode as Determinants of Meaningful Learning Through Concept Mapping》. 《Science Education》 72. 489–500쪽. Bibcode:1988SciEd..72..489O. doi:10.1002/sce.3730720408.
11. 1 2 3 4  Novak, Joseph D. (2002). 《Meaningful Learning: The Essential Factor for Conceptual Change in Limited or Inappropriate Propositional Hierarchies Leading to Empowerment of Learners》. 《Science Education》 86. 548–571쪽. Bibcode:2002SciEd..86..548N. doi:10.1002/sce.10032.
12. 1 2 3  Löfström, Erika; Nevgi, Anne (2007). 《From strategic planning to meaningful learning: diverse perspectives on the development of web-based teaching and learning in higher education》. 《British Journal of Educational Technology》 38. 312–324쪽. doi:10.1111/j.1467-8535.2006.00625.x.